# 天主教索菲亞暨普羅夫迪夫教區
天主教索菲亞暨普羅夫迪夫教區（拉丁語：Dioecesis Sophiae et Philippopolis）是保加利亞一個羅馬天主教教區，直屬教廷。

## 現況
範圍包括保加利亞南半部共十五州，教座位於第二大城市普羅夫迪夫。首都索菲亞設有副座堂。2011年，有33,000名教友，估轄區總人口0.7%。有17個堂區、35名司鐸、17名修士、25名修女。現任教區主教為喬治·伊萬諾夫·約夫切夫。

## 歷史

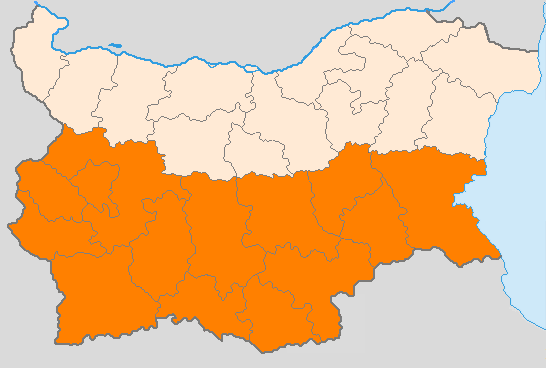
索菲亞暨普羅夫迪夫教區管轄範圍圖

古代在這裡曾設立撒底迦教區，並召開撒底迦會議。809年由羅馬轉歸君士坦丁堡牧首。1601年恢復了拉丁禮教區，並於1642年升為總教區。由於土耳其的迫害導致教友逃亡到奧地利和俄羅斯，1758年總教區被降格為宗座代牧區。1979年3月3日恢復為教區。